# Institut national de statistique
Institut national de statistique (INS ; (nederlandsk/hollandsk) Nationaal Instituut voor de Statistiek (NIS) ;
(tysk) Statistisches Landesamt) er det officielle statistik kontor i Belgien.

## INS kode
For at lette brugen af de statistiske produkter instituttet producerer, har man indført en INS-kode, som tildeles alle
belgiske administrative entiteter.